# Jennifer Faber
Jennifer Faber (27 maart 1981) is een Nederlands meteorologe en weerpresentatrice. Van 2 januari 2014 tot 2018 presenteerde ze het weer op de zenders van RTL Nederland. Ook verzorgde ze weervideo's op Buienradar.nl.
Eerder werkte ze bij MeteoVista B.V. en was ze leraar aardrijkskunde en wiskunde op het Pallas Athene College.
Ze studeerde meteorologie, en John Bernard was haar grote voorbeeld.
In 2018 verliet ze RTL om te emigreren naar Nieuw-Zeeland.

## Trivia
- Faber spreekt naast Engels ook Spaans.